# Skylake (microarquitectura)
Skylake és el nom en clau d'Intel per a la seva família de microprocessadors Core de sisena generació que es va llançar el 5 d'agost de 2015, succeint a la microarquitectura Broadwell. Skylake és un redisseny de microarquitectura utilitzant la mateixa la tecnologia de procés de fabricació de 14nm, com el predecessor, servint com a tac en el model de disseny i fabricació de tic-tac d'Intel. Segons Intel, el redisseny aporta un major rendiment de CPU i GPU i un consum d'energia reduït. Les CPU Skylake comparteixen la seva microarquitectura amb les CPU Kaby Lake, Coffee Lake, Whisky Lake i Comet Lake.
Skylake és l'última plataforma d'Intel en què Microsoft admet oficialment Windows anteriors a Windows 10, encara que existeixen modificacions creades per entusiastes que permeten que Windows 8.1 i anteriors continuïn rebent actualitzacions de Windows en plataformes posteriors.
Alguns dels processadors basats en la microarquitectura Skylake es comercialitzen com a nucli de 6a generació.
Intel va declarar oficialment el final de la vida útil i va suspendre les CPU Skylake LGA 1151 el 4 de març de 2019.

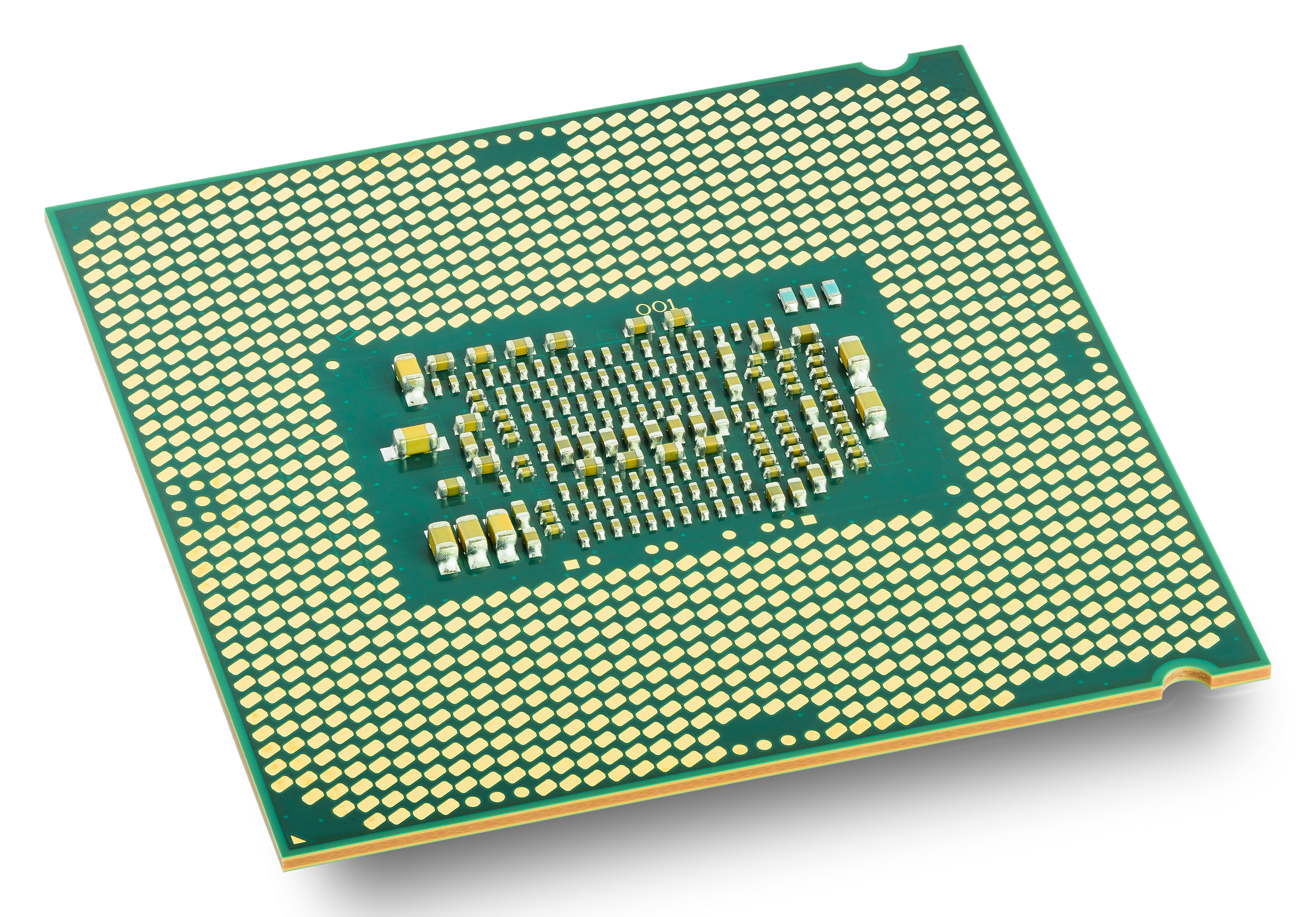
Skylake i7-6700K

## Història del desenvolupament
El desenvolupament de Skylake, igual que amb els processadors anteriors com Banias, Dothan, Conroe, Sandy Bridge i Ivy Bridge, el va dur a terme principalment Intel Israel al seu centre d'investigació d'enginyeria a Haifa, Israel. El disseny final va ser en gran part una evolució de Haswell, amb millores menors en el rendiment i s'hi van afegir diverses funcions d'estalvi d'energia. Una de les principals prioritats del disseny de Skylake va ser dissenyar una microarquitectura per a sobres de tan sols 4,5 W per incrustar-se a tauletes i ordinadors portàtils, a més d'ordinadors d'escriptori i servidors de major potència.
El setembre de 2014, Intel va anunciar la microarquitectura Skylake a l'Intel Developer Forum de San Francisco, i que els enviaments en volum de CPU Skylake estaven programats per a la segona meitat de 2015. Es va anunciar que la plataforma de desenvolupament Skylake estarà disponible el primer trimestre de 2015. Durant l'anunci, Intel també va demostrar dos ordinadors amb prototips Skylake d'escriptori i mòbils: el primer era un sistema de banc de proves d'escriptori, amb l'última versió de 3DMark, mentre que el segon ordinador era un ordinador portàtil totalment funcional que reproduïa vídeo 4K.

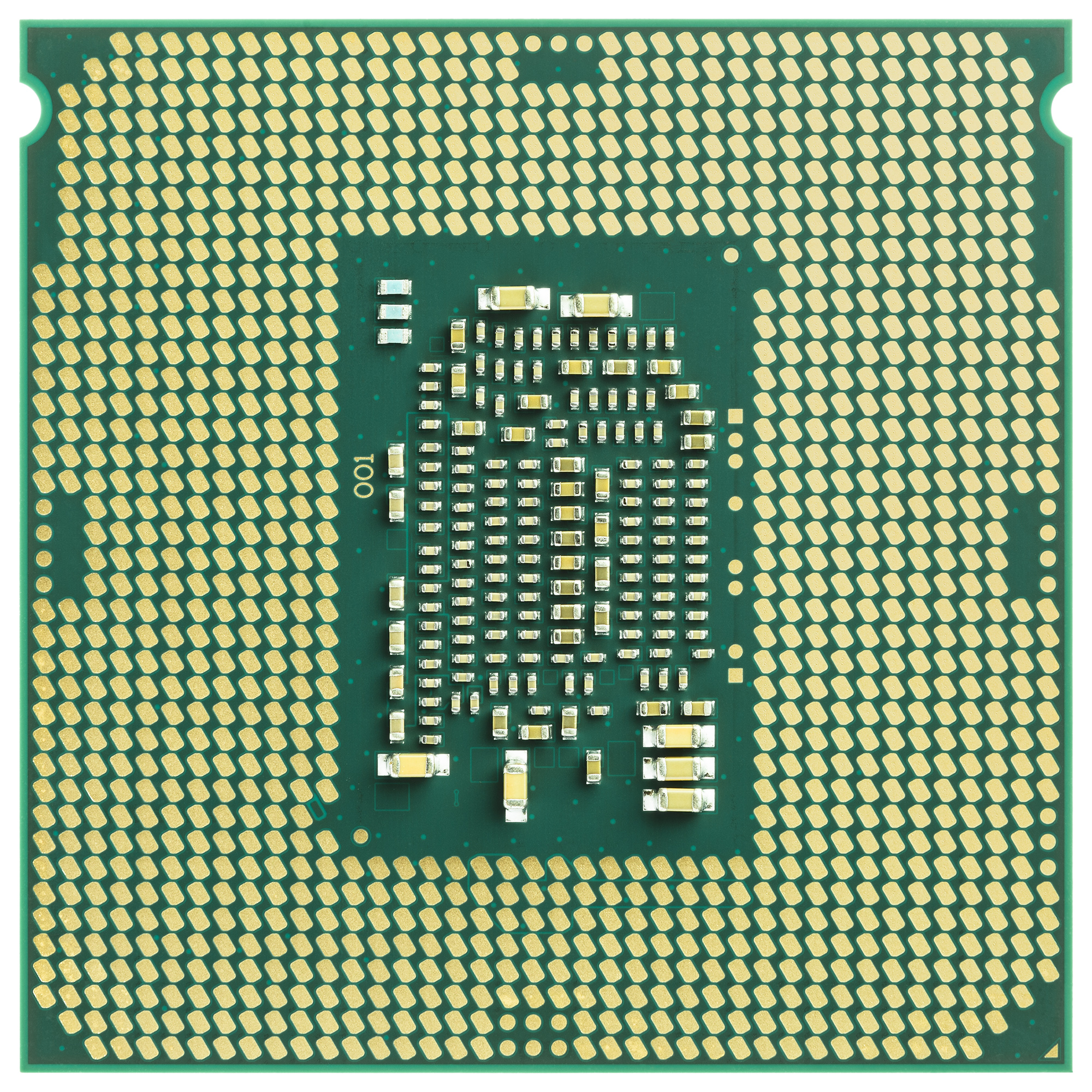
Skylake i7-6700K: Vista inferior

Un lot inicial de models de CPU Skylake (6600K i 6700K) es va anunciar per a la seva disponibilitat immediata durant la Gamescom el 5 d'agost de 2015, inusualment poc després del llançament del seu predecessor, Broadwell, que havia patit retards en el llançament. Intel va reconèixer el 2014 que passava de 22 nm (Haswell) a 14 nm (Broadwell) havia estat el seu procés més difícil de desenvolupar fins ara, provocant que el llançament previst de Broadwell es reduís en uns quants mesos. Els observadors de la indústria havien cregut inicialment que els problemes que afectaven Broadwell també farien que Skylake caigués fins al 2016, però Intel va poder avançar el llançament de Skylake i escurçar el cicle de llançament de Broadwell. Com a resultat, l'arquitectura de Broadwell va tenir una durada inusualment curta.

## Característiques
Igual que el seu predecessor, Broadwell, Skylake està disponible en cinc variants, identificades pels sufixos S (SKL-S ), X (SKL-X ), H (SKL-H ), U (SKL-U ) i Y (SKL-). Y ). SKL-S i SKL-X contenen variants K i X amb overclockeig amb multiplicadors desbloquejats. Les variants H, U i Y es fabriquen en embalatge de matriu de quadrícula de boles (BGA), mentre que les variants S i X es fabriquen en embalatge de matriu de graella terrestre (LGA) mitjançant un nou sòcol, LGA 1151 (LGA 2066 per a Skylake X). Skylake s'utilitza conjuntament amb els chipsets Intel de la sèrie 100, també coneguts com Sunrise Point.
Els principals canvis entre les arquitectures Haswell i Skylake inclouen l'eliminació del regulador de tensió totalment integrat (FIVR) introduït amb Haswell. A les variants que utilitzaran un concentrador de controlador de plataforma discret (PCH), Direct Media Interface (DMI) 2.0 es substitueix per DMI 3.0, que permet velocitats de fins a 8 GT/s.
Les variants U i Y de Skylake admeten una ranura DIMM per canal, mentre que les variants H i S admeten dues ranures DIMM per canal. El llançament i la vida útil de les vendes de Skylake es produeixen al mateix temps que la transició del mercat SDRAM en curs, amb la memòria DDR3 SDRAM que es va substituint gradualment per la memòria DDR4. En lloc de treballar exclusivament amb DDR4, la microarquitectura Skylake continua essent compatible amb la interoperació amb ambdós tipus de memòria. Acompanyant el suport de la microarquitectura per als dos estàndards de memòria, també es va anunciar un nou tipus SO-DIMM capaç de portar xips de memòria DDR3 o DDR4, anomenat UniDIMM.

## Canvis en l'arquitectura en comparació amb la microarquitectura deBroadwell

### CPU
- Front-end millorat, buffers fora d'ordre més profunds, unitats d'execució millorades, més unitats d'execució (ALU de tercer vector enter (VALU)) per a cinc ALU en total, més amplada de banda de càrrega/emmagatzematge, hiperprocés millorat (retirada més àmplia), acceleració d'AES-GCM i AES-CBC un 17% i un 33% en conseqüència.
- Fins a quatre nuclis com a configuració general predeterminada i fins a 18 nuclis per a la sèrie X
- AVX-512 : F, CD, VL, BW i DQ per a algunes variants futures de Xeon, però no Xeon E3
- Intel MPX (extensions de protecció de memòria)
- Intel SGX (Extensions de protecció de programari)
- Intel Speed Shift
- Buffer de reordenació més gran (224 entrades, davant 192)
- La mida de la memòria cau L1 no canvia amb una instrucció de 32 KB i una memòria cau de dades de 32 KB per nucli.
- La memòria cau L2 es va canviar d'associació de conjunt de 8 vies a 4 vies
- El mòdul regulador de tensió (FIVR) es trasllada de nou a la placa base
- Millores d'Intel Processor Trace: sincronització fina mitjançant paquets CYC (mode de precisió del cicle) i suport per al filtrat d'adreces IP (Instruction Pointer).
- 64 a 128 Memòria cau eDRAM MB L4 en determinades SKU

- Potència de disseny tèrmic (TDP) fins a 95 W (LGA 1151); fins a 165 W (LGA 2066)
- procés de fabricació de 14 nm

### GPU
- La GPU Gen9 integrada de Skylake admet Direct3D 12 al nivell de funció 12_1
- Funció fixa completa HEVC principal/acceleració de codificació/descodificació de 8 bits. Acceleració de descodificació híbrida/parcial HEVC Main10/10bit. Acceleració de codificació JPEG per a resolucions de fins a 16.000 × 16.000 píxels. Acceleració parcial de codificació/descodificació VP9.